# Boussole quantique
L'expression boussole quantique désigne généralement un instrument mesurant la position relative d'un objet, en utilisant la technique de l'interférométrie atomique. Elle permet de mesurer avec une très grande précision la valeur et la direction de l'accélération d'un objet à chaque instant, ce qui permet d'en calculer la position relativement à une position de départ connue, en intégrant ces informations dans le temps. Elle peut s'intégrer dans une centrale inertielle de navigation d'un genre nouveau. 
Dans le domaine de la biologie quantique, cette expression désigne parfois aussi le mécanisme biophysique et biochimique du sens de l'orientation d'animaux migrateurs (oiseaux et certains poissons et insectes typiquement),,,.

## Théorie
Les travaux sur les unités de mesure inertielle (IMU) basées sur la technologie quantique, les instruments contenant les gyroscopes et les accéléromètres, découlent des premières démonstrations d'accéléromètres et de gyromètres basés sur les ondes de matière.

## Principes, fonctionnement
La boussole quantique comprend un ensemble d'accéléromètres et de gyroscopes fondés sur la technologie quantique.
La boussole quantique contient des nuages d'atomes gelés à l'aide de lasers. 
En mesurant le mouvement de ces particules congelées sur des périodes de temps précises, le mouvement de l'appareil peut être calculé.

## Utilité
Une telle boussole pourrait fournir une position précise « inviolable » dans des contextes où les satellites ne sont pas disponibles pour la navigation GPS comme pour un sous-marin entièrement immergé.
Dans le domaine de la course aux armements, c'est l'une des nombreux aspects de militarisation et arsenalistion de la physique quantique, qui vise à développer des armes et autres applications militaires à partir de la physique quantique (en s'appuyant notamment sur l'informatique quantique, la cryptographie quantique, la communication quantique et la détection quantique.

## Démonstrations
La première démonstration de mesure d'accélération embarquée a été faite sur un Airbus A300 en 2011.

## Prospective
Diverses agences de défense dans le monde, telles que la DARPA ou le ministère de la Défense du Royaume-Uni, étudient des  prototypes de matériels quantiques (dont boussole, mais aussi radar quantique) pour des utilisations futures, notamment dans les sous-marins et les avions.

### QPS
Un système de navigation permettant de s'affranchir des satellites appelé QPS (sigle pour « Quantum Positioning System ») est en cours de développement.